# Нюберг, Отто
Отто Густав Нюберг (швед. Otto Gustaf Nyberg; 25 июня 1825, Рауталампи Восточная Финляндия — 3 сентября 1879, Улеаборгская губерния, Великое княжество Финляндское) — российский и финляндский государственный деятель, подполковник Российской императорской армии, Улеаборгский губернатор (1873—1879).

## Биография
После окончания финской кадетского корпуса в Хамине, служил офицером в Российской императорской армии. Вышел в отставку в чине подполковника.
Вернувшись в Финляндию в 1855 году, занимал важные должности в администрации Великого княжества Финляндского. Был первым руководителем телеграфного департамента Финляндии.
В 1873 году О. Нюберг был назначен губернатором Улеаборгской губернии, на этом посту прослужил до своей смерти в 1879 году.
Был отцом будущего министра обороны Финляндии Карла Эмиля Берга.